# Hernán Galíndez
Hernán Ismael Galíndez, född 30 mars 1987 i Rosario i Argentina, är en ecuadoriansk fotbollsmålvakt som spelar för Aucas. Han spelar även för Ecuadors landslag.

## Klubbkarriär
Galíndez spelade som ung för Estrella Juniors och gick sedan till Rosario Central, där han sedermera startade sin seniorkarriär. 2012 flyttade Galíndez till chilenska Rangers, men var bara en del av klubben under försäsongen innan han lånades ut till ecuadorianska Universidad Católica. Galíndez stannade sedan kvar i Universidad Católica och spelade totalt 396 tävlingsmatcher under sin tid i klubben.
Den 4 januari 2022 värvades Galíndez av chilenska Universidad de Chile, där han skrev på ett tvåårskontrakt med option på ytterligare ett år. I juli 2022 återvände han till Ecuador och skrev på för Aucas.

## Landslagskarriär
Galíndez debuterade för Ecuadors landslag den 23 juni 2021 i en 2–2-match mot Peru i Copa América 2021. I november 2022 blev han uttagen i Ecuadors trupp till VM 2022.